# Награды чемпионата Европы по футболу
По окончании каждого чемпионата Европы по футболу футболистам и командам вручаются индивидуальные награды, оценивающие определённые аспекты их игры.

## Список наград
В настоящее время УЕФА вручает шесть наград, отмечающих заслуги игроков и команд на данном турнире:
- «Лучший игрок турнира» — вручается лучшему футболисту турнира, первое награждение прошло на турнире в 1996 году;
- «Золотая бутса» (официальное название в настоящее время — «Золотая бутса adidas») — вручается самому результативному игроку на турнире;
  - «Серебряная бутса» (официальное название в настоящее время — «Серебряная бутса adidas») — вручается второму самому результативному игроку на турнире;
  - «Бронзовая бутса» (официальное название в настоящее время — «Бронзовая бутса adidas») — вручается третьему самому результативному игроку на турнире;
- «Лучший молодой игрок турнира» (официальное название в настоящее время — «Лучший молодой игрок турнира SOCAR») — вручается лучшему футболисту турнира до 22 лет, первое награждение прошло на турнире в 2016 году;
- «Лучший игрок матча» — вручается лучшему футболисту определённого матча после каждой игры на турнире, первое награждение прошло на Евро-1996;
- «Команда турнира» — символическая сборная, составляемая из лучших игроков чемпионата Европы.

## Лучший игрок турнира
Официальная награда лучшему игроку турнира вручается на каждом чемпионате Европы, начиная с 1996 года.
| Турнир    | Игрок                 |
| --------- | --------------------- |
| Евро-1996 | Маттиас Заммер        |
| Евро-2000 | Зинедин Зидан         |
| Евро-2004 | Теодорос Загоракис    |
| Евро-2008 | Хави                  |
| Евро-2012 | Андрес Иньеста        |
| Евро-2016 | Антуан Гризманн       |
| Евро-2020 | Джанлуиджи Доннарумма |
| Евро-2024 | Родри                 |

## Золотая бутса
«Золотая бутса» вручалась лучшему бомбардиру каждого из проведённых турниров. Если по окончании турнира одинаковое количество голов сумели забить сразу несколько человек, то победителями они признавались совместно. Однако с 2008 года приз в такой ситуации стали вручать игроку, отдавшему большее количество голевых передач. Если же даже по передачам возникает равенство, то приз вручается тому футболисту, который провёл на поле меньшее количество времени.
| Турнир    | Золотая бутса                                                               | Золотая бутса                           | Серебряная бутса  | Серебряная бутса                        | Бронзовая бутса | Бронзовая бутса                        |
| Турнир    | Игрок(и)                                                                    | Голы                                    | Игрок             | Голы                                    | Игрок           | Голы                                   |
| --------- | --------------------------------------------------------------------------- | --------------------------------------- | ----------------- | --------------------------------------- | --------------- | -------------------------------------- |
| Евро-1960 | Милан Галич Дражан Еркович Валентин Иванов Виктор Понедельник Франсуа Этт   | 2 гола                                  | н/д               | н/д                                     | н/д             | н/д                                    |
| Евро-1964 | Ференц Бене Дежё Новак Хесус Мария Переда                                   | 2 гола                                  | н/д               | н/д                                     | н/д             | н/д                                    |
| Евро-1968 | Драган Джаич                                                                | 2 гола                                  | н/д               | н/д                                     | н/д             | н/д                                    |
| Евро-1972 | Герд Мюллер                                                                 | 4 гола                                  | н/д               | н/д                                     | н/д             | н/д                                    |
| Евро-1976 | Дитер Мюллер                                                                | 4 гола                                  | н/д               | н/д                                     | н/д             | н/д                                    |
| Евро-1980 | Клаус Аллофс                                                                | 3 гола                                  | н/д               | н/д                                     | н/д             | н/д                                    |
| Евро-1984 | Мишель Платини                                                              | 9 голов                                 | н/д               | н/д                                     | н/д             | н/д                                    |
| Евро-1988 | Марко ван Бастен                                                            | 5 голов                                 | н/д               | н/д                                     | н/д             | н/д                                    |
| Евро-1992 | Деннис Бергкамп Томас Бролин Хенрик Ларсен Карл-Хайнц Ридле                 | 3 гола                                  | н/д               | н/д                                     | н/д             | н/д                                    |
| Евро-1996 | Алан Ширер                                                                  | 5 голов                                 | н/д               | н/д                                     | н/д             | н/д                                    |
| Евро-2000 | Патрик Клюйверт Саво Милошевич                                              | 5 голов                                 | н/д               | н/д                                     | н/д             | н/д                                    |
| Евро-2004 | Милан Барош                                                                 | 5 голов                                 | н/д               | н/д                                     | н/д             | н/д                                    |
| Евро-2008 | Давид Вилья                                                                 | 4 гола                                  | н/д               | н/д                                     | н/д             | н/д                                    |
| Евро-2012 | Фернандо Торрес                                                             | 3 гола, 1 голевая передача (189 минут)  | Марио Гомес       | 3 гола, 1 голевая передача (282 минуты) | Алан Дзагоев    | 3 гола, 0 голевых передач (253 минуты) |
| Евро-2016 | Антуан Гризманн                                                             | 6 голов, 2 голевые передачи (555 минут) | Криштиану Роналду | 3 гола, 3 голевые передачи (625 минут)  | Оливье Жиру     | 3 гола, 2 голевые передачи (456 минут) |
| Евро-2020 | Криштиану Роналду                                                           | 5 голов, 1 голевая передача (360 минут) | Патрик Шик        | 5 голов, 0 голевых передач (404 минуты) | Карим Бензема   | 4 гола, 0 голевых передач (349 минут)  |
| Евро-2024 | Коди Гакпо Гарри Кейн Жорж Микаутатдзе Джамал Мусиала Дани Ольмо Иван Шранц | 3 гола                                  | н/д               | н/д                                     | н/д             | н/д                                    |

## Лучший молодой игрок турнира
Впервые награда лучшему молодому игроку турнира (до 22 лет) была вручена на Евро-2016.
| Турнир    | Игрок         | Возраст |
| --------- | ------------- | ------- |
| Евро-2016 | Ренату Саншеш | 18      |
| Евро-2020 | Педри         | 18      |
| Евро-2024 | Ламин Ямаль   | 17      |

## Лучший игрок матча
Награда лучшему игроку матча вручается после каждой игры на чемпионатах Европы, начиная с Евро-1996
| Турнир    | Игроки с наибольшим количеством наград                                                              | Кол-во |
| --------- | --------------------------------------------------------------------------------------------------- | ------ |
| Евро-1996 | Христо Стоичков Дэвид Симен Маттиас Заммер Карел Поборский                                          | 2      |
| Евро-2000 | Эрик Мюкланд Тьерри Анри Луиш Фигу Зинедин Зидан Франческо Тотти                                    | 2      |
| Евро-2004 | Михаэль Баллак Руд ван Нистелрой Милан Барош Теодорос Загоракис Зинедин Зидан                       | 2      |
| Евро-2008 | Уэсли Снейдер Давид Вилья Андрей Аршавин                                                            | 2      |
| Евро-2012 | Андрес Иньеста Андреа Пирло                                                                         | 3      |
| Евро-2016 | Димитри Пайет Антуан Гризманн Криштиану Роналду Ренату Саншеш Эден Азар Андрес Иньеста Гранит Джака | 2      |
| Евро-2020 | Серхио Бускетс Федерико Кьеза Дензел Дюмфрис Гарри Кейн Ромелу Лукаку Леонардо Спинаццола           | 2      |

Общее количество по игроку
По состоянию на 28 июня 2021 года
| № | Игрок              | Страна     | Кол-во | Выступления            |
| - | ------------------ | ---------- | ------ | ---------------------- |
| 1 | Криштиану Роналду  | Португалия | 6      | 2008, 2012, 2016, 2020 |
| 1 | Андрес Иньеста     | Испания    | 6      | 2008, 2012, 2016       |
| 3 | Андреа Пирло       | Италия     | 4      | 2008, 2012             |
| 3 | Зинедин Зидан      | Франция    | 4      | 2000, 2004             |
| 5 | Михаэль Баллак     | Германия   | 3      | 2004, 2008             |
| 5 | Луиш Фигу          | Португалия | 3      | 2000, 2004             |
| 5 | Златан Ибрагимович | Швеция     | 3      | 2004, 2008, 2012       |
| 5 | Месут Озиль        | Германия   | 3      | 2012, 2016             |
| 5 | Пепе               | Португалия | 3      | 2008, 2012, 2016       |
| 5 | Гранит Джака       | Швейцария  | 3      | 2016, 2020             |

## Команда турнира
Символическая сборная из лучших игроков прошедшего чемпионата Европы составлялась с самого первого розыгрыша турнира. С 1960 по 1992 годы в неё включались только 11 футболистов. С 1996 в эту сборную стали включать 18 игроков, а в 2000 году их количество увеличилось до 22. С 2004 по 2012 годы в сборную включались 23 игрока, однако с 2016 в символическую сборную турнира вновь включают лишь 11 футболистов.
| Турнир                 | Вратари                                           | Защитники                                                                                                 | Полузащитники | Нападающие                                                                                                   |
| ---------------------- | ------------------------------------------------- | --- | --- | --- |
| Евро-1960 (11 игроков) | Лев Яшин                                          | Владимир Дуркович Ладислав Новак                                                                          | Игорь Нетто Йозеф Масопуст Валентин Иванов Драгослав Шекуларац Бора Костич                                                                | Слава Метревели Милан Галич Виктор Понедельник                                                               |
| Евро-1964 (11 игроков) | Лев Яшин                                          | Фелисьяно Ривилья Дежё Новак Ферран Оливелья                                                              | Игнасио Соко Амансио Амаро Валентин Иванов Хесус Мария Переда                                                                             | Ференц Бене Флориан Альберт Луис Суарес                                                                      |
| Евро-1968 (11 игроков) | Дино Дзофф                                        | Мирсад Фазлагич Джанчито Факкетти Бобби Мур Альберт Шестернёв                                             | Драган Джаич Анджело Доменгини Сандро Маццола Ивица Осим                                                                                  | Джефф Херст Луиджи Рива                                                                                      |
| Евро-1972 (11 игроков) | Евгений Рудаков                                   | Реваз Дзодзуашвили Пауль Брайтнер Муртаз Хурцилава Франц Беккенбауэр                                      | Херберт Виммер Ули Хёнесс Гюнтер Нетцер                                                                                                   | Хайнкес Юпп Герд Мюллер Рауль Ламбер                                                                         |
| Евро-1976 (11 игроков) | Иво Виктор                                        | Ян Пиварник Руд Крол Франц Беккенбауэр Антон Ондруш                                                       | Ярослав Поллак Райнер Бонхоф Драган Джаич Антонин Паненка                                                                                 | Зденек Негода Дитер Мюллер                                                                                   |
| Евро-1980 (11 игроков) | Дино Дзофф                                        | Клаудио Джентиле Карл-Хайнц Фёрстер Гаэтано Ширеа Ханс-Петер Бригель                                      | Ян Кулеманс Марко Тарделли Бернд Шустер Ханси Мюллер                                                                                      | Карл-Хайнц Румменигге Хорст Хрубеш                                                                           |
| Евро-1984 (11 игроков) | Харальд Шумахер                                   | Жуан Пинту Карл-Хайнц Фёрстер Мортен Ольсен Андреас Бреме                                                 | Фернанду Шалана Жан Тигана Мишель Платини Ален Жиресс Франк Арнесен                                                                       | Руди Фёллер                                                                                                  |
| Евро-1988 (11 игроков) | Ханс ван Брёкелен                                 | Джузеппе Бергоми Франк Райкард Рональд Куман Паоло Мальдини                                               | Рууд Гуллит Ян Ваутерс Джузеппе Джаннини Лотар Маттеус                                                                                    | Марко ван Бастен Джанлука Виалли                                                                             |
| Евро-1992 (11 игроков) | Петер Шмейхель                                    | Жослен Англома Лоран Блан Андреас Бреме Юрген Колер                                                       | Штефан Эффенберг Рууд Гуллит Томас Хесслер Бриан Лаудруп                                                                                  | Марко ван Бастен Деннис Бергкамп                                                                             |
| Евро-1996 (18 игроков) | Дэвид Симен Андреас Кёпке                         | Радослав Латал Лоран Блан Марсель Десайи Маттиас Заммер Паоло Мальдини                                    | Дидье Дешам Стив Макманаман Пол Гаскойн Руй Кошта Карел Поборский Дитер Айльтс                                                            | Алан Ширер Христо Стоичков Давор Шукер Юрий Джоркаефф Павел Кука                                             |
| Евро-2000 (22 игрока)  | Франческо Тольдо Фабьен Бартез                    | Лилиан Тюрам Лоран Блан Марсель Десайи Алессандро Неста Фабио Каннаваро Паоло Мальдини Франк де Бур       | Патрик Виейра Зинедин Зидан Луиш Фигу Руй Кошта Эдгар Давидс Деметрио Альбертини Пеп Гвардиола                                            | Тьерри Анри Патрик Клюйверт Нуну Гомеш Рауль Франческо Тотти Саво Милошевич                                  |
| Евро-2004 (23 игрока)  | Петр Чех Антониос Никополидис                     | Эшли Коул Сол Кэмпбелл Рикарду Карвалью Траянос Деллас Улоф Мельберг Юркас Сейтаридис Джанлука Дзамбротта | Фрэнк Лэмпард Михаэль Баллак Луиш Фигу Манише Павел Недвед Теодорос Загоракис Зинедин Зидан                                               | Уэйн Руни Милан Барош Хенрик Ларссон Йон-Даль Томассон Руд ван Нистелрой Ангелос Харистеас Криштиану Роналду |
| Евро-2008 (23 игрока)  | Джанлуиджи Буффон Икер Касильяс Эдвин ван дер Сар | Жозе Бозингва Филипп Лам Карлос Марчена Пепе Карлес Пуйоль Юрий Жирков                                    | Хамит Алтынтоп Лука Модрич Маркос Сенна Хави Константин Зырянов Михаэль Баллак Сеск Фабрегас Андрес Иньеста Лукас Подольски Уэсли Снейдер | Андрей Аршавин Роман Павлюченко Фернандо Торрес Вилья, Давид                                                 |
| Евро-2012 (23 игрока)  | Джанлуиджи Буффон Икер Касильяс Мануэль Нойер     | Жерар Пике Фабиу Коэнтрау Филипп Лам Пепе Серхио Рамос Жорди Альба                                        | Стивен Джеррард Даниеле Де Росси Хави Андрес Иньеста Сами Хедира Серхио Бускетс Месут Озиль Андреа Пирло Хаби Алонсо                      | Марио Балотелли Сеск Фабрегас Криштиану Роналду Златан Ибрагимович Давид Сильва                              |
| Евро-2016 (11 игроков) | Руй Патрисиу                                      | Йозуа Киммих Жером Боатенг Пепе Рафаэл Геррейру                                                           | Тони Кроос Джо Аллен Антуан Гризманн Аарон Рэмзи Димитри Пайет                                                                            | Криштиану Роналду                                                                                            |
| Евро-2020 (11 игроков) | Джанлуиджи Доннарумма                             | Кайл Уолкер Леонардо Бонуччи Гарри Магуайр Леонардо Спинаццола                                            | Пьер-Эмиль Хёйбьерг Жоржиньо Педри | Федерико Кьеза Ромелу Лукаку Рахим Стерлинг                                                                  |

### За всё время
В июне 2016 года, в преддверии турнира во Франции, УЕФА опубликовала символическую сборную из лучших игроков за всю историю чемпионатов Европы, которая была определена путём голосования среди болельщиков. На попадание в эту сборную претендовали 50 футболистов, которые были отобраны по обозначенным УЕФА критериям
| Позиция       | Игроки                                                    |
| ------------- | --------------------------------------------------------- |
| Вратарь       | Джанлуиджи Буффон                                         |
| Защитники     | Паоло Мальдини Франц Беккенбауэр Карлес Пуйоль Филипп Лам |
| Полузащитники | Андрес Иньеста Андреа Пирло Зинедин Зидан                 |
| Нападающие    | Криштиану Роналду Тьерри Анри Марко ван Бастен            |